# Adolfo Mugica (padre)
Adolfo Nicolás Mugica (Gualeguay, 11 de junio de 1867 - Santiago del Estero, 21 de enero de 1922) fue un farmacéutico, docente y político argentino, que ejerció como ministro de Agricultura de su país durante la presidencia de Roque Sáenz Peña.

## Biografía
Hijo del farmacéutico Miguel Mujica, siguió su misma carrera, recibiendo el título en 1889. En su juventud editó, junto a su amigo Gregorio de Laferrère, el periódico satírico El Fígaro.
Durante los años siguientes fue titular de botánica médica en la Escuela de Medicina y luego fue el primer titular de esa materia en la Escuela de Farmacia, actual Facultad de Farmacia y Bioquímica de la Universidad de Buenos Aires.
En 1901 se recibió de abogado y comenzó a dictar cursos en la Facultad de Filosofía y Letras. Afiliado al Partido Conservador, fue concejal de la Capital Federal, diputado provincial en la Provincia de Buenos Aires; luego fue diputado nacional por la Provincia de Buenos Aires entre 1902 y 1906, y por la de Entre Ríos entre ese año y 1911, reelección mediante, y ese año presentó su renuncia.
El presidente Roque Sáenz Peña lo nombró ministro de Agricultura, cargo que ocupó hasta que el vicepresidente Victorino de la Plaza reorganizó el gabinete, en febrero de 1914.
Reanudó su actividad política durante la presidencia de Hipólito Yrigoyen, como destacado dirigente conservador.
Falleció en Santiago del Estero en 1922. Su hijo, también llamado Adolfo Mugica, fue un dirigente conservador que ejerció brevemente como ministro de Relaciones Exteriores y Culto durante la presidencia de Arturo Frondizi. y que sería además padre del sacerdote Carlos Mugica.